# دميجة شائعة
دَمِيجَة شائعة أو مرض التكساس فطر مجهري من جنس دميجة ممراض شائع إلى حد ما في المكسيك وجنوب غرب الولايات المتحدة مما يؤدي إلى الذبول المفاجئ والموت من النباتات المصابة ، عادة خلال الأشهر الأكثر دفئا. ينتقل عن طريق التربة ويهاجم جذور النباتات الحساسة. اكتشف أول مرة في عام 1888 من قبل باميل وسماه دوجار لاحقًا في عام 1916.